# هيلدا إريكسون
هيلدا إريكسون (بالسويدية: Hilda Ericsson) هي مهندسة سويدية، ولدت في 3 أغسطس 1860 في Hedvig Eleonora Parish ‏ في السويد، وتوفي بنفس المكان في 3 يناير 1941.